# Campeonato Europeo de Patinaje Artístico sobre Hielo de 2012
El CIII Campeonato Europeo de Patinaje Artístico sobre Hielo se realizó en Sheffield (Reino Unido) del 23 al 29 de enero de 2012 bajo la organización de la Unión Internacional de Patinaje sobre Hielo (ISU) y la Federación Británica de Patinaje sobre Hielo.
Las competiciones se efectuaron en el pabellón Motorpoint Arena de la ciudad inglesa, acondicionado especialmente para el evento.

## Resultados

### Masculino
| Puesto | Nombre                | País    | Puntos |
| ------ | --------------------- | ------- | ------ |
| Oro    | Yevgueni Pliúshchenko | Rusia   | 261,23 |
| Plata  | Artur Gachinski       | Rusia   | 246,27 |
| Bronce | Florent Amodio        | Francia | 234,18 |

### Femenino
| Puesto | Nombre               | País      | Puntos |
| ------ | -------------------- | --------- | ------ |
| Oro    | Carolina Kostner     | Italia    | 183,55 |
| Plata  | Kiira Korpi          | Finlandia | 166,94 |
| Bronce | Elene Gedevanishvili | Georgia   | 165,93 |

### Parejas
| Puesto | Nombre                              | País  | Puntos |
| ------ | ----------------------------------- | ----- | ------ |
| Oro    | Tatiana Volosozhar / Maksim Trankov | Rusia | 210,45 |
| Plata  | Vera Bazárova / Yuri Larionov       | Rusia | 193,79 |
| Bronce | Xeniya Stolbova / Fiodor Klimov     | Rusia | 171,81 |

### Danza en hielo
| Puesto | Nombre                               | País    | Puntos |
| ------ | ------------------------------------ | ------- | ------ |
| Oro    | Nathalie Péchelat / Fabian Bourzat   | Francia | 164,18 |
| Plata  | Yekaterina Bobrova / Dmitri Solobiov | Rusia   | 160,23 |
| Bronce | Yelena Ilinyj / Nikita Katsalapov    | Rusia   | 153,12 |

## Medallero
| Núm. | País      | Oro | Plata | Bronce | Total |
| ---- | --------- | --- | ----- | ------ | ----- |
| 1    | Rusia     | 2   | 3     | 2      | 7     |
| 2    | Francia   | 1   | 0     | 1      | 2     |
| 3    | Italia    | 1   | 0     | 0      | 1     |
| 4    | Finlandia | 0   | 1     | 0      | 1     |
| 5    | Georgia   | 0   | 0     | 1      | 1     |
|      | TOTAL     | 4   | 4     | 4      | 12    |